# Csólyospálos
Csólyospálos est un village et une commune du comitat de Bács-Kiskun en Hongrie. Sa population s'élève à 1 699 habitants au 1er janvier 2009